# Dak Cheung
Dak Cheung (có khi viết là Dakchung, phát âm như Đạc-chưng) là một huyện (muang, mường) núi cao thuộc tỉnh Sekong ở Nam Lào . Huyện này có biên giới chung với tỉnh Quảng Nam của Việt Nam. Giữa hai bên có cặp cửa khẩu quốc gia Dak Ork - Nam Giang.
Do là địa phương vùng sâu vùng xa, giao thông kém phát triển, nên đây là huyện nghèo nhất tỉnh. Tuy nhiên, Dak Cheung có tiềm năng lớn về du lịch do có nhiều cảnh đẹp, khí hậu núi cao mát mẻ. Khí hậu Dak Cheung rất phù hợp để trồng cà phê Arabia đặc biệt là bằng phương pháp canh tác hữu cơ.
Tuyến giao thông chính ở Dak Cheung là quốc lộ 16B, nối với quốc lộ 14D của Việt Nam. Hiện tại, đây chỉ là đường đất, nhiều nơi không thể chạy ô tô được.